# Канская епархия
Ка́нская епа́рхия — епархия Русской православной церкви, объединяющая приходы в юго-восточной части Красноярского края (в границах Абанского, Богучанского, Дзержинского, Иланского, Ирбейского, Канского, Кежемского, Нижнеингашского, Партизанского, Рыбинского, Саянского, Тасеевского и Уярского райнов). Входит в состав Красноярской митрополии.

## История
В сентябре 2011 года архиепископ Красноярский и Ачинский Антоний обратился к Патриарху Кириллу с прошением выделить в границах Красноярского края новую епархию ― Канскую и Богучанскую.
6 октября 2011 года образование Канской епархии, с выделением её из состава Красноярской епархии, было признано целесообразным. Члены Синода поручили Преосвященному Красноярскому и Ачинскому внести предложения по территориальному разграничению Красноярской и Канской епархий, имея в виду необходимость соблюдения равновесия между числом приходов в каждой епархии и их доступностью для полноценного пастырского окормления епархиальным архиереем.
28 декабря 2011 года решением Священного Синода Русской православной церкви была учреждена Канская епархия путём выделения из Красноярской епархии. Административно включена в состав Красноярской митрополии.

## Епископы
- 28 декабря 2011 — 24 марта 2012, в/у — Пантелеимон (Кутовой), митр. Красноярский
- 24 марта 2012 — 9 июля 2019 — Филарет (Гусев)
- 9 июля 2019 — 1 августа 2024, в/у — Пантелеимон (Кутовой), митр. Красноярский
- c 1 августа 2024 года — Вячеслав (Сорокин)

## Благочиния
Епархия разделена на 8 церковных округов (по состоянию на октябрь 2022 года):
- Богучанское благочиние
- Бородинское благочиние
- Зеленогорское благочиние
- Иланское благочиние
- Канское благочиние
- Кежемское благочиние
- Приангарское благочиние (?)[5]
- Уярское благочиние